# Muhen
Muhen est une commune suisse du canton d'Argovie, située dans le district d'Aarau.

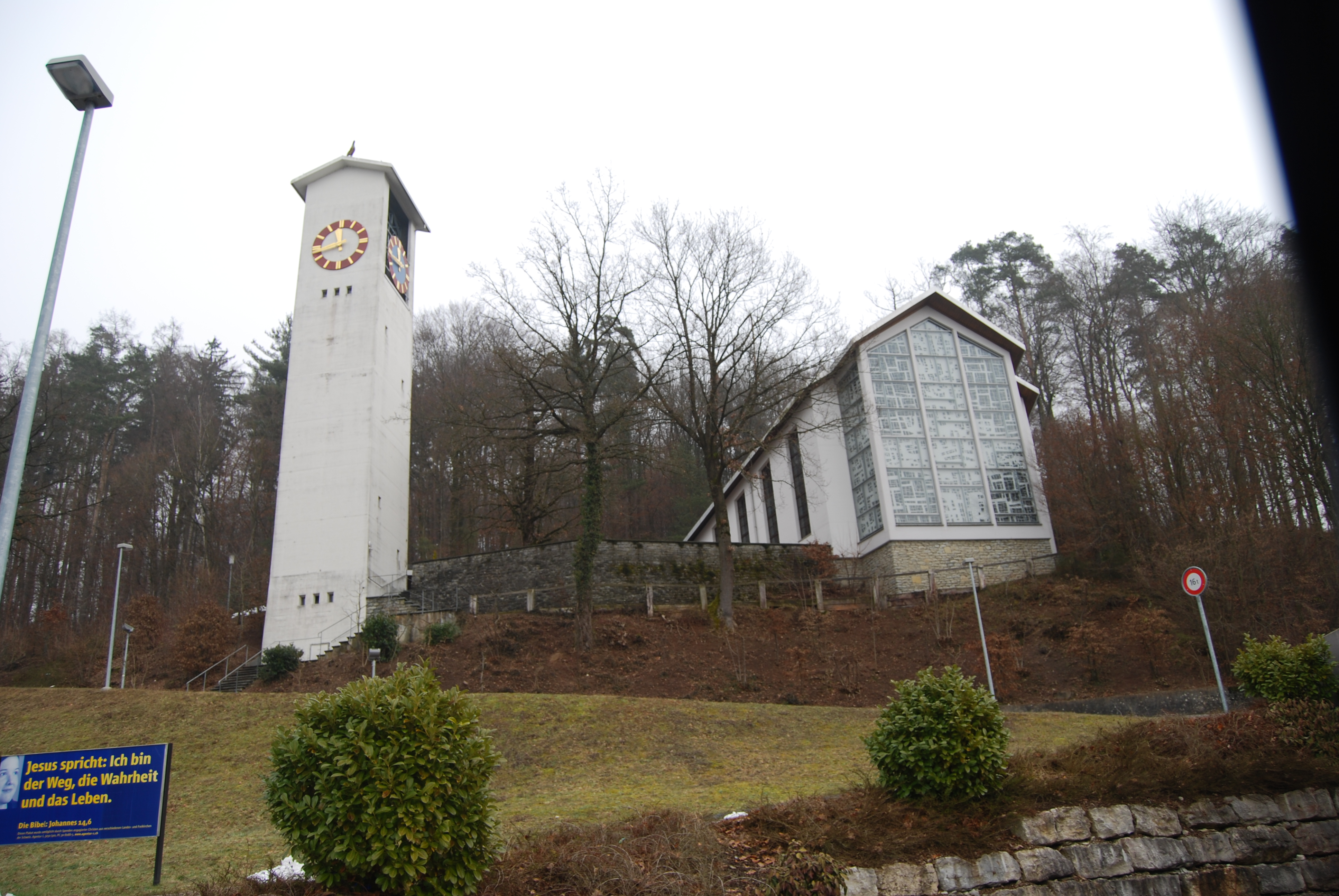
Église réformée de Muhen.

Photo aérienne (1954).